# Ángelo Reyes
Pour les articles homonymes, voir Reyes.
Ángelo Reyes, né le 18 septembre 1971, à New York, aux États-Unis, est un joueur portoricain de basket-ball. Il évolue au poste d'ailier fort.

## Palmarès
- 3e du championnat des Amériques 2007
- Finaliste du championnat des Amériques 2009
- Finaliste des Jeux panaméricains de 2007
- Vainqueur du CentroBasket 2008
- Vainqueur du Championnat CBC 2007
- Vainqueur des Jeux d'Amérique centrale et des Caraïbes 2006
- Vainqueur de la Baloncesto Superior Nacional 2006, 2013